# Natalija Malutina
Natalija Pawliwna Malutina (ur. 19 grudnia 1963 roku w Odessie) – ukraińska literaturoznawczyni, dr hab., profesor nadzwyczajny Kolegium Literaturoznawstwa Wydziału Filologicznego Uniwersytetu w Białymstoku.

## Życiorys
Obroniła pracę doktorską, następnie uzyskała stopień doktora habilitowanego. Otrzymała nominację profesorską. Piastuje funkcję profesora nadzwyczajnego w Kolegium Literaturoznawstwa na Wydziale Filologicznym Uniwersytetu w Białymstoku.